# Lucy Mair
Lucy Philip Mair (28 de janeiro de 1901 –  Londres, 1 de abril de 1986) foi uma antropóloga britânica. Ela escreveu sobre o tema da organização social e contribuiu para o envolvimento da pesquisa antropológica em governança e política. Seu trabalho na administração colonial foi influente.

## Carreira
Mair leu Clássicos no Newnham College, Cambridge, graduando-se em bacharelado em 1923. Em 1927 ela se juntou à LSE, estudando antropologia social com Bronisław Malinowski, e começou o trabalho de campo etnográfico em Uganda em 1931. Sob a direção de Malinowski ela passou seu tempo em Uganda estudando mudança social,  retornando ao Reino Unido em 1932 para apresentar sua dissertação e receber seu doutorado. Ela começou a lecionar na LSE no mesmo ano, mas ingressou no Royal Institute for International Affairs com a eclosão da Segunda Guerra Mundial. Em 1943, ela se mudou para o Ministério da Informação e, no final da guerra, conseguiu um emprego treinando administradores australianos para trabalhar em Papua Nova Guiné.
Em 1946, Mair retornou à LSE como leitora na administração colonial, iniciando uma segunda leitura (em antropologia aplicada) em 1952. Em 1963 tornou-se professora, cargo que ocupou até a aposentadoria em 1968. Em 1964 ela foi nomeada presidente da Seção N da Associação Britânica para o Avanço da Ciência. Ela deu a Frazer Lecture de 1967 na Universidade de Cambridge.[carece de fontes?]

## Vida profissional no RAI
Mair esteve ao longo de sua vida profissional intimamente envolvida com o Royal Anthropological Institute: depois de ganhar a medalha RAI Wellcome em 1936, ela foi Secretária Honrosa de 1974 a 1978 e Vice-Presidente para o ano de 1978-9. Após sua morte, a RAI instituiu a Medalha Lucy Mair de Antropologia Aplicada em 1997 para comemorá-la.

## Obras publicadas
Mair publicou livros e artigos ao longo de sua vida. Primitive Government, publicado pela primeira vez em 1962, discute o clientelismo político em relação à formação do Estado e é citado por mais de 160 trabalhos acadêmicos.

### Livros
- The protection of minorities; The working and scope of the minorities treaties under the League of Nations, Christophers, 1928 (em inglês)
- An African people in the twentieth century, G. Routledge and Sons, 1934 (em inglês)
- Welfare in the British colonies, Royal Institute of International Affairs, 1944 (em inglês)
- Australia in New Guinea, Chponeismalditosrs, 1948
- Native administration in central Nyasaland, HMSO, 1952 (em inglês)
- Studies in applied anthropology, Athlone, 1957 (em inglês)
- Safeguards for democracy, Oxford University Press, 1961 (em inglês)
- Primitive government, Penguin Books, 1962 (em inglês)
- The Nyasaland Elections of 1961, Athlone Press, 1962 (em inglês)
- New nations, University of Chicago Press, c1963 (em inglês)
- An introduction to social anthropology, Clarendon Press, 1965 (em inglês)
- The new Africa, Watts, 1967 (em inglês)
- African marriage and social change, Cass, 1969 (em inglês)
- Anthropology and social change, Athlone, 1969 (em inglês)
- Native policies in Africa, Negro Universities Press, 1969 (em inglês)
- Witchcraft, Weidenfeld & Nicolson, 1969 (em inglês)
- The Bantu of Western Kenya: with special reference to the Vugusu and Logoli, published for the International African Institute by Oxford U.P., 1970. (em inglês)
- Marriage, Harmondsworth, Penguin, 1971 (em inglês)
- African societies, Cambridge University Press, 1974 (em inglês)
- African Kingdoms, Clarendon Press, 1977 (em inglês)
- Anthropology and Development, Macmillan, 1984 (em inglês)